# Фіалковський Василь Андрійович
Василь Андрійович Фіалковський (21 березня 1908, село Женишківці, тепер Віньковецького району Хмельницької області — ?) — український радянський діяч, 2-й секретар Ровенського обласного комітету КП(б)У. Депутат Верховної Ради УРСР 2-го скликання.

## Життєпис
Народився у родині робітника-слюсаря. З 1922 року працював підручним слюсаря, а потім слюсарем рафінадного цукрового заводу імені Благоєва у місті Одесі. У 1925 році вступив до комсомолу.
Закінчив Одеську середню професійно-технічну школу.
Член ВКП(б) з березня 1931 року.
У 1932—1933 роках — секретар комітету ЛКСМУ, а потім голова фабрично-заводського комітету Одеського рафінадного цукрового заводу імені Благоєва.
З 1934 року служив у Червоній армії.
У 1936 році закінчив Київську партійну школу.
У 1936—1939 роках — завідувач відділу пропаганди і агітації, 1-й секретар Березівського районного комітету КП(б)У Одеської області; 1-й секретар Ворошиловського районного комітету КП(б)У міста Одеси.
У вересні 1939 — лютому 1940 року — голова Косівського тимчасового повітового управління. У лютому — серпні 1940 року — 1-й секретар Косівського районного комітету КП(б)У Станіславської області.
У серпні 1940 — липні 1941 року — секретар Чернівецького обласного комітету КП(б)У з кадрів.
Під час німецько-радянської війни працював по евакуації устаткування заводів із міста Києва у 1941 році, був уповноваженим ЦК КП(б)У з оборонних споруд у Сталінській та Ворошиловградській областях. З квітня 1943 року навчався у Вищій школі партійних організаторів при ЦК ВКП(б). Потім був на партійній роботі у місті Харкові.
У лютому (затверджений в травні) 1944 — 1 березня 1948 року — секретар Ровенського обласного комітету КП(б)У з кадрів.
1 березня 1948 — 2 вересня 1949 року — 2-й секретар Ровенського обласного комітету КП(б)У.

## Нагороди
- орден Трудового Червоного Прапора (23.01.1948)
- медаль «За перемогу над Німеччиною у Великій Вітчизняній війні 1941—1945 рр.» (1945)
- медаль «За доблесну працю у Великій Вітчизняній війні 1941—1945 рр.» (1945)
- медалі